# Dosseh
Dosseh Dorian N'Goumou (Orleães, 26 de janeiro de 1985), mais conhecido como Dosseh, é um rapper, cantor e ator francês.